# Matías Delgado
Matias Emilio Delgado, né le 15 décembre 1982 à Rosario est un footballeur argentin.

## Carrière
Il a passé trois ans au FC Bâle, marquant 58 buts en 113 matchs. Il a emmené en 2005 le FC Bâle en quart de finale de la Coupe de l'UEFA grâce à ses qualités techniques. Delgado aide Bâle à remporter deux titres de champion en 2004 et 2005. Il est le cinquième meilleur buteur de l'histoire du club suisse.
Son transfert au Besiktas se réalisa le 27 juin 2006 pour environ 6,5 millions d'euros. Une très grande partie de cette somme a été payée par le sponsor Ülker. Delgado avait déclaré que son objectif était de prendre la place de Riquelme. Il admire aussi les compétences du meneur de jeu argentin Pablo Aimar.
Delgado est un bon meneur de jeu, ainsi qu'un bon buteur. Il est connu pour être rapide et inattendue avec ses passes et ses frappes. En plus de cela, il est aussi un excellent tireur de coups francs.
Son premier match officiel fut époustouflant sous les couleurs du Besiktas, en finale de Supercoupe de Turquie contre le Galatasaray. Il y impressionne tous les observateurs par ses passes et gestes techniques. Le Besiktas gagna ce match sur le score de 1 à 0 et remporta la première Supercoupe de Turquie.
Il joue habituellement milieu offensif, Mais pendant la saison 2006-2007, l'entraineur Jean Tigana préfère Ricardinho à ce poste et choisit de le faire jouer à droite.
Auteur d'une fantastique saison 2007-2008, il est avec Filip Hološko, Mert Nobre, Rodrigo Tello et Serdar Özkan l'un des moteurs de l'équipe. Le Besiktas obtient la place qualificative à la Coupe de l'UEFA lors de la dernière journée de championnat grâce à une victoire écrasante 5 à 1 contre le Manisaspor.
Il devient aussi le capitaine de l'équipe jusqu'à sa blessure qui l'éloignera environ cinq mois des terrains. Il a subi une opération à Barcelone et sera de retour au football normalement au mois de novembre 2009. Dû fait de sa blessure, il y eut un grand dilemme à propos du contrat du joueur. Delgado a refusé de voir son contrat gelé jusqu'à son retour. Pendant ce temps, le club avait besoin d'un meneur de jeu et Delgado empêchait son club de recruter. Après une période de réflexion et de discussion, le club et Delgado, par l'intermédiaire de son père et agent Eduardo Delgado, arrivèrent à une solution. Le contrat a été gelé jusqu'à Janvier 2010.
La presse sportive dit qu'il attira l'attention d'Arsenal, Everton et plus récemment le FC Barcelone.
Son contrat avec le Besiktas se termine le 31 mai 2010.
Il rejoue pour le FC Bâle durant la saison 2013/2014. En Ligue Europa, il marque un doublé en quart de finale aller contre Valence FC. Le score final est de 3-0 pour les Bâlois, le 3 avril 2014.
Le 30 juillet 2017, il annonce sa retraite lors de la 2e journée du championnat de Super League après le match FC Bâle - FC Lucerne.

## Palmarès
- Coupe de Turquie de football en 2009 avec Beşiktaş JK[3]
- Championnat de Turquie de football en 2008-2009 avec Beşiktaş JK[4]
- Supercoupe de Turquie en 2006.
- Championnat de Suisse en 2004, 2005, 2014, 2015, 2016 et  2017.
- Coupe de Suisse en 2017
- Championnat des Émirats arabes unis en 2011
- Coupe des Émirats arabes unis en 2011 et 2012

## Sources
- (en) Cet article est partiellement ou en totalité issu de l’article de Wikipédia en anglais intitulé « Matías Emilio Delgado » (voir la liste des auteurs) (dernière visite le 6 octobre 2009).